# Beatrice II di Bigorre
Beatrice II (in spagnolo Beatriz, francese Béatrix, catalano Beatriu, e occitano Beatritz; 1111 circa – 1155 circa) fu viscontessa consorte di Marsan, dal 1125 e Contessa di Bigorre dal 1129 alla sua morte.

## Origine
Secondo la La Vasconie. Tables Généalogiques, Beatrice era l'unica figlia del conte di Bigorre, Centullo II, e della sua prima moglie, Amabile di Beziers, figlia del visconte di Beziers e Carcassonne, Bernardo Atone IV Trencavel e di Cecilia di Provenza.

Secondo la La Vasconie. Tables Généalogiques, Centullo II di Bigorre era il figlio secondogenito di Centullo, visconte di Béarn (Centullo V) e conte di Bigorre (Centullo I), e della sua seconda moglie, la Contessa di Bigorre, Beatrice I, che, secondo la Histoire générale de Languedoc, tomus II, Genealogie des comtes de Carcassonne, de Razes et de Foix era figlia del Conte di Bigorre, Bernardo II e della sua seconda moglie, Stefania o Dolce (?- dopo il 1096, anno in cui Stefania fece una donazione per l'anima del figlio Bertrando), che secondo lo storico Szabolcs de Vajay era viscontessa di Marsiglia, figlia del visconte di Marsiglia, Guglielmo II, ed è citata assieme alla figlia, Beatrice e al genero, Centullo V di Béarn, nel documento n° 483 del Cartoulaire de l'abbaye de Saint-Victor de Marseille tome I.

## Biografia
Secondo la La Vasconie. Tables Généalogiques, Beatrice, nel 1125, fu data in moglie al visconte di Marsan, Pietro, che, secondo il De Origine et Incremento villæ Montis-Marsani seu Marciani in capite Wasconiæera figlio del visconte di Marsan, Lupo Anario.
Suo padre, Centullo II, morì verso il 1129, poco dopo aver contratto il suo secondo matrimonio con Stefania di Barcellona, figlia del conte di Barcellona, Gerona, Osona e Cerdagna, Raimondo Berengario III e della contessa di Provenza e Gévaudan, Dolce I.
Beatrice gli succedette come Beatrice II, assieme al marito, Pietro I.
Nel 1141, Beatrice ed il marito, Pietro I, iniziarono la costruzione di un castello a Marsan.
Secondo la La Vasconie. Tables Généalogiques, Beatrice ed il marito, dopo il loro matrimonio, fecero diverse donazioni.
Beatrice era ancora in vita, nel 1155, quando assieme al marito, Pietro, ed al figlio, Centullo, fece una donazione.
Probabilmente morì prima del marito Pietro I che continuò a governare da solo la contea di Bigorre.

## Discendenza
Beatrice a Pietro I diede due figli:
- Centullo, conte di Bigorre[12];
- Rossa, che sposò il conte Boemondo d'Astarac[12]

### Fonti primarie
- (LA)  Cartoulaire de l'abbaye de Saint-Victor de Marseille tome I
- (LA)  Recueil des historiens des Gaules et de la France. Tome 12.

### Letteratura storiografica
- (FR)  LA VASCONIE.